# Catalanisme

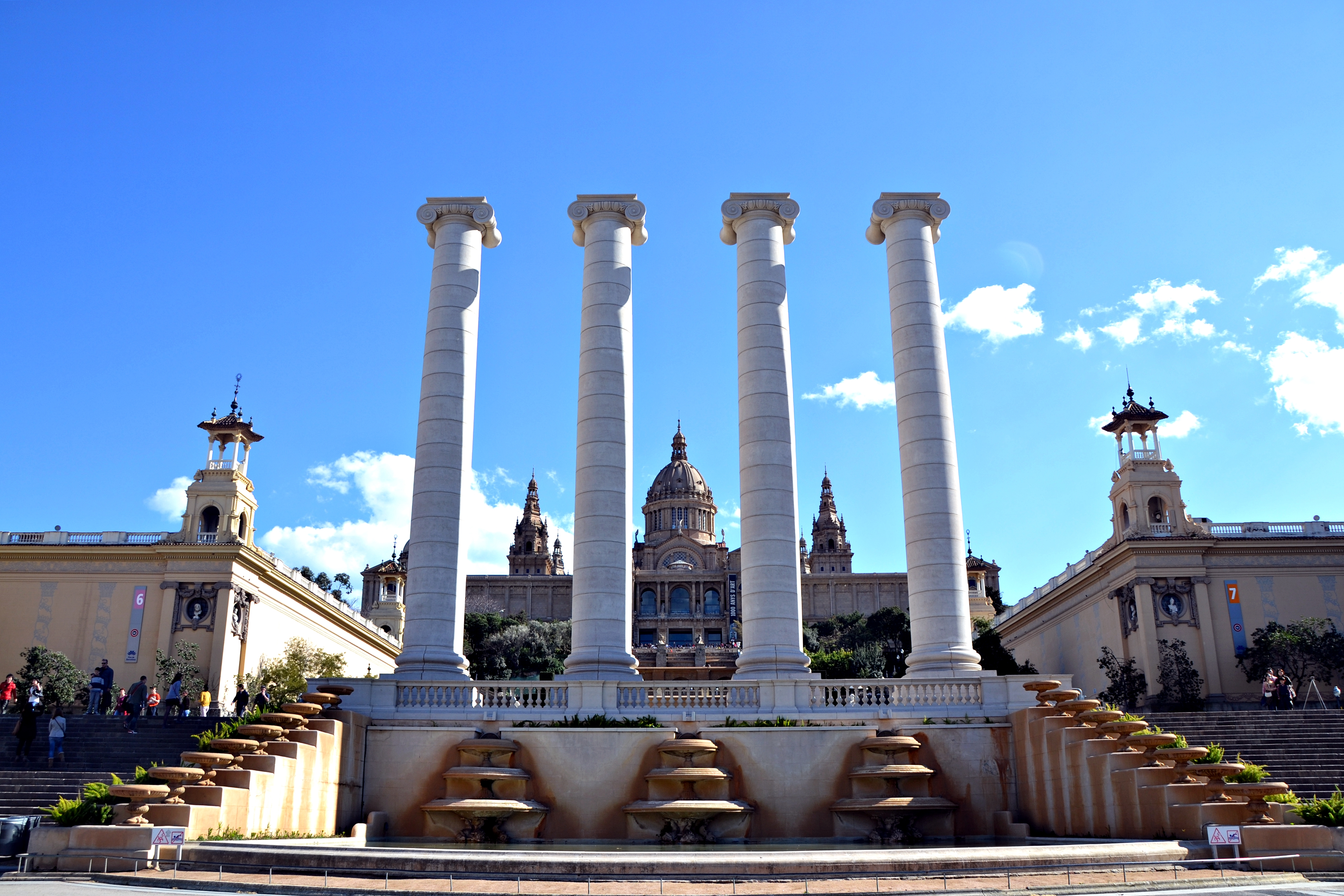
Les Quatre Columnes són un monument que simbolitza les quatre barres de la Bandera de Catalunya. Fou bastit el 1919 per Puig i Cadafalch i es convertí en un dels símbols del catalanisme durant el govern de la Mancomunitat de Catalunya, però fou enderrocat el 1928 per la dictadura de Primo de Rivera. L'any 2010 foren reconstruïdes simbolitzant la perseverança i fermesa de la identitat nacional catalana.

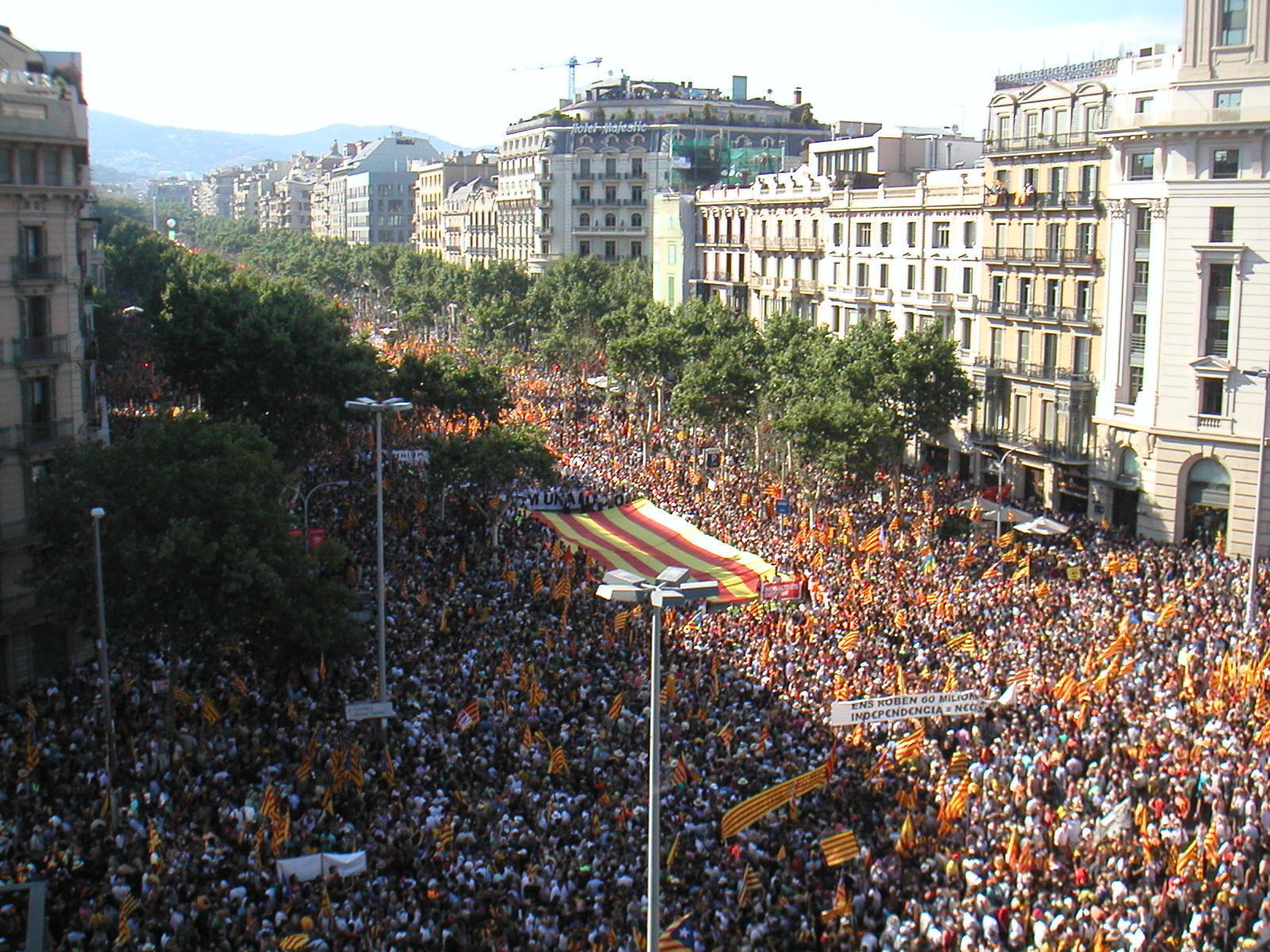
La capçalera de la manifestació «Som una nació. Nosaltres decidim» del 10 de juliol de 2010.

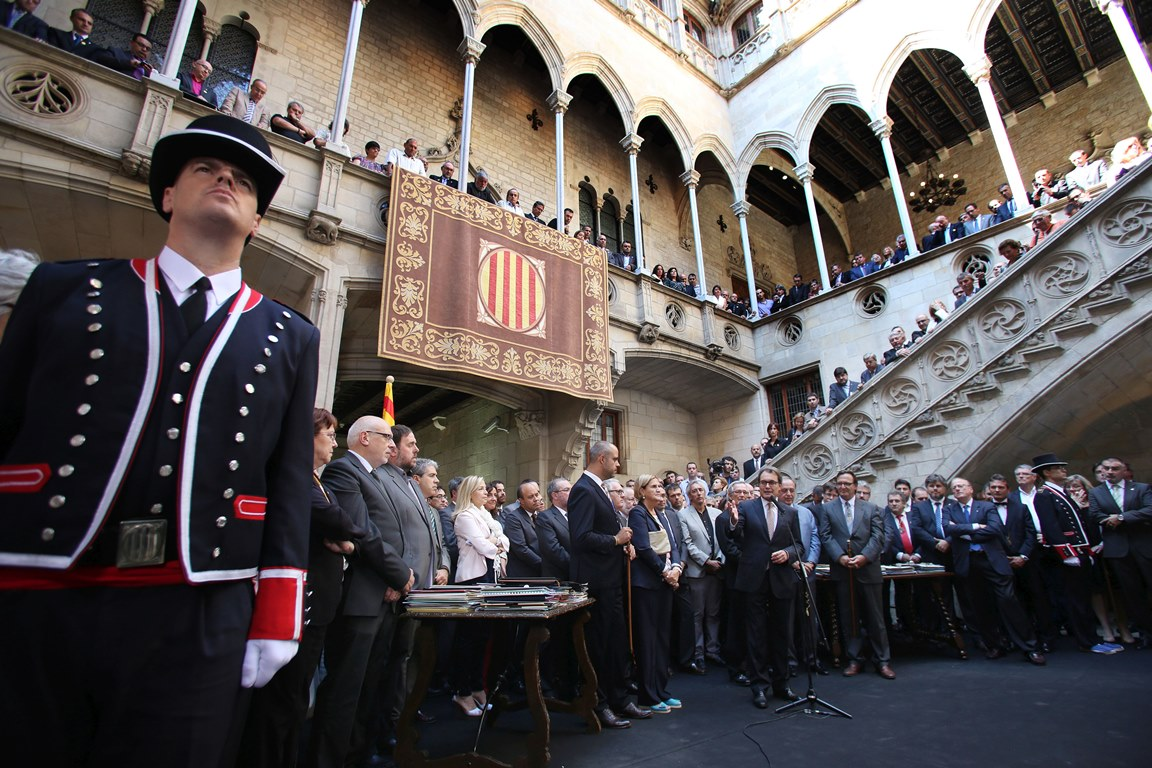
Reunió dels batlles de Catalunya el 4 d'octubre de 2014 al Palau de la Generalitat amb el president Artur Mas per donar suport a la Consulta sobre la independència de Catalunya.

El catalanisme és un moviment transversal que propugna la reconeixença de la personalitat política, històrica, lingüística, cultural i nacional de Catalunya i —en qualques casos— també dels Països Catalans, en tant que minoria nacional.
Va sorgir com a moviment cultural en la dècada dels anys 1830, i es va articular com a moviment polític al final del segle xix.

## Arrels històriques del catalanisme
Segons Joan Fuster, Hi ha "catalanistes" perquè hi ha "espanyolistes", i de fet el catalanisme s'estructura segles després de l'eliminació dels drets catalans. Aquesta pèrdua dels drets es produeix progressivament durant el segle xviii, primer a la Catalunya Nord amb la prohibició del català l'any 1700 als territoris afectats pel Tractat dels Pirineus i posteriorment al Principat amb l'aplicació dels Decrets de Nova Planta aprovats per Felip V de Castella l'any 1716. La repressió contra la llengua, la cultura i les institucions catalanes continuaria també durant gran part del segle xix i el xx, aquest últim amb les dictadures de Primo de Rivera i de Francisco Franco.
Durant el segle XIX, en resposta a l'aparició del nacionalisme espanyol modern, de matriu castellana, i l'acceleració de la "construcció nacional" de l'estat nació espanyol, es projectà un sentiment catalanista reactiu, expressant-se, per exemple, a les guerres carlines en forma de suport al pretendent Carles Maria Isidre de Borbó, que havia promés retornar els Furs perduts pel Decret de Nova planta. D'aquí que, al costat del País Basc i Navarra, que també reclamaven els seus furs, Catalunya esdevingué un important focus carlí.
Històricament, el catalanisme s'estructura com un moviment cultural durant la Renaixença en una època on s'intenta recuperar el prestigi social de la llengua i la cultura catalanes, després de segles de diglòssia, amb iniciatives com la restauració dels Jocs Florals el 1859.
Posteriorment, el catalanisme s'estructura també com un moviment polític; aquest fet es produeix l'any 1892 quan es presenten les anomenades Bases de Manresa, que propugnaven la restauració de les antigues Constitucions catalanes, unes normes aprovades per les Corts Catalanes i que atorgaren un elevat grau de sobirania a Catalunya fins al 1714.
En l'actualitat, els partits o individus que es declaren catalanistes consideren que Catalunya, o els Països Catalans, són una nació i que en conseqüència mereixen un elevat grau d'autogovern. Hi ha diferents posicions que divergeixen respecte del marc on Catalunya ha d'exercir els seus drets històrics. Així, mentre una part opta per arribar a la sobirania pròpia del poble català a través de l'autodeterminació, d'altres prefereixen una ampliació de l'autogovern dins del marc autonòmic actual o bé es decanten per la creació d'un nou marc federal espanyol.

## Orígens i evolució del catalanisme polític
Per entendre l'aparició del catalanisme polític cal remuntar-se segles enrere. Hom ho podria fer, per exemple, quan en el segle xiv els nobles i religiosos catalans, a través de la Diputació del General i el Consell de Cent, foren un bàndol d'una guerra civil en la qual declaraven que llur cap d'estat havia de ser escollit pels catalans.
Des de la visió històrica catalanista, Catalunya era un estat independent, confederat amb el regne de València i el d'Aragó en la Corona d'Aragó (el Regne de Mallorca, creat per Jaume I, havia estat reincorporat a Catalunya-Aragó per Pere del Punyalet). Posteriorment, aquesta federació s'amplià. En ajuntar-se amb la Corona de Castella, els membres de la Corona d'Aragó donaven per fet que passaven a formar part d'aquesta gran confederació lliure, mentre que els membres de l'elit castellana ho veieren més com una suma de territoris fortament units. La diferència de concepcions entre la naturalesa d'aquesta unió donà lloc, al llarg dels segles, a moltes tibantors amb un rerefons catalanista.

### El Tractat dels Pirineus
En acabar la Guerra dels Trenta Anys, es firmà pels representants de Felip IV de Castella i els de Lluís XIV de França, el Tractat dels Pirineus, una de les conseqüències del qual fou la cessió a França dels territoris del comtat del Rosselló i de part del de la Cerdanya. Els territoris de la Catalunya del Nord annexionats a França pel tractat (el Rosselló, el Conflent, el Vallespir, l'Alta Cerdanya i el Capcir) han continuat sota domini francès des d'aleshores. El Tractat incloïa conservar vigents les institucions catalanes al nord dels Pirineus, però aquesta part no va ser respectada pel rei francès Lluís XIV. Un any després del Tractat, van ser dissoltes les institucions catalanes malgrat que el mateix tractat preveia de conservar-les.
El reial decret francès del 2 d'abril del 1700 va prohibir l'ús de la llengua catalana en els actes oficials de qualsevol tipus. Des d'aleshores, el francès continua essent l'única llengua oficial, i l'única que s'utilitza en l'ensenyament públic. Recentment, l'Estat francès ha modificat la seva constitució afegint al seu article 2 "la langue de la République est le français" ("la llengua de la república és el francès"). Aquest article s'utilitza sovint per negar subvencions a moviments culturals o cívics en català, o per refusar la presència del català en l'Administració.

### La Guerra de Successió Espanyola
Després de la mort, l'1 de novembre del 1700, de Carles II de "les Espanyes" sense descendència, el testament del rei espanyol deixava com a hereu dels seus reialmes un príncep francès, net seu per línia materna: el duc Felip d'Anjou, és a dir Felip de Borbó, germà menor del futur rei Lluís XV de França, i nets tots dos de Lluís XIV. D'antuvi, Felip de Borbó fou ben rebut al Principat, va jurar els Furs i Constitucions de Catalunya, i fou jurat comte de Barcelona per les Corts Catalanes del 1704, on el Principat va obtenir forts avantatges, com ara el de comerciar directament amb alguns ports d'Amèrica, cosa que trencava per fi el monopoli de Sevilla (la darrera edició vigent dels Furs i Constitucions de Catalunya correspon a aquestes Corts i any). El nou rei (Felip V de Castella i Lleó, «Felip IV» de Catalunya i Aragó) va ésser jurat igualment als altres estats peninsulars. Aleshores va presentar-se a l'espai polític un pretendent addicional: l'arxiduc Carles d'Habsburg, germà petit de l'emperador d'Àustria i rei d'Hongria Josep I. Fou el moment en què va esclatar la Guerra de Successió espanyola. En aquesta guerra, els dirigents de Catalunya, i bona part del poble —malgrat el jurament ja fet, i per un sentiment de fidelitat dinàstica, i perquè advertien l'autoritarisme de la cort del rei nou, i encara perquè es ressentien de la pèrdua del Rosselló i els altres comtats del nord a mans dels francesos—, es van posicionar a favor del candidat Habsburg, l'arxiduc Carles, juntament amb València i l'Aragó i les Illes, igual que una poderosa combinació antiborbònica integrada per Anglaterra, Holanda, Dinamarca, Portugal i Savoia. En canvi, les elits i poble de Castella, i la cort de França, es posicionaren a favor de Felip de Borbó. (Ferran Soldevila, Història de Catalunya.)
Finalment, un fet decisiu va decantar aquesta guerra en favor del bàndol borbònic. L'emperador Josep I va morir sobtadament sense fills: el seu hereu natural era son germà Carles. Quan «Carles III» d'Espanya va heretar la corona imperial austríaca, Anglaterra i els altres estats de l'aliança van decidir d'abandonar la guerra i deixar de donar suport al bàndol austriacista davant la possibilitat que el nou emperador pogués reunir una altra vegada els extensos territoris que havien constituït l'imperi de Carles V. Anglaterra doncs canvià radicalment d'actitud: abandonà el flamant Carles VI d'Àustria a canvi dels territoris de Gibraltar i Menorca que arrencà al Borbó. L'any 1711 Carles VI fou coronat emperador del Sacre Imperi Romanogermànic i renuncià a la corona espanyola en la signatura del Tractat d'Utrecht. A canvi, als seus dominis s'afegiren els Països Baixos espanyols, el Milanesat, el Regne de Nàpols i Sardenya. Felip V de Castella s'assegurava el tron d'Espanya i els anglesos aconseguien de tenir una important presència a la Mediterrània occidental.
A causa d'aquest tractat, els partidaris de l'arxiduc Carles al Principat i a les Balears van perdre tot suport internacional en llur resistència, que es va anar reduint fins a quedar sols a Barcelona. La ciutat va caure en mans de les tropes filipistes l'11 de setembre del 1714 després d'haver estat assetjada, però la guerra no finalitzaria fins a l'11 de juliol del 1715 amb la derrota de Mallorca. Finalment, amb l'aplicació dels Decrets de Nova Planta, les centenàries institucions pròpies foren abolides i els regnes que integraven l'antiga Corona d'Aragó van passar a ser regits segons les lleis i els costums de Castella, que esdevenien les de tot l'Estat espanyol a excepció de Navarra i el País Basc —que havien donat suport a Felip d'Anjou.
Amb la derrota, a més, es va iniciar una etapa de negació contra la personalitat catalana i de forta repressió de tot allò que representava. Els opositors més destacats al monarca van haver d'anar a l'exili o patir represàlies que anaven de l'empresonament i la confiscació de béns propis a la pena de mort. Un dels pilars d'aquesta repressió era la repressió del català, en primer lloc prohibint-lo en l'Administració de justícia, o fins i tot en consells adreçats als corregidors de Catalunya, on se'ls instava directament a introduir el castellà.
Aquesta política anticatalana va suscitar oposicions i resistències: guerrillers armats, però també resistència passiva com l'apel·lació a tractats internacionals i la voluntat clandestina de fer sobreviure la llengua. En són una mostra l'opuscle Via fora els adormits de 1734 i el Record de l'Aliança fet el Sereníssim Jordi Augusto Rey de la Gran Bretanya de 1736.

### L'estat nació espanyol
Si les monarquies antigues sovint reunien diferents regnes/territoris/ètnies sota una mateixa corona, en els estats nació moderns les elits polítiques cerquen la uniformitat de la població, emprant el nacionalisme d'estat. Així, com a altres estats europeus contemporanis, la unió política és el primer pas en la creació de l'estat nació espanyol, no sobre una base ètnica uniforme, sinó mitjançant la imposició de les característiques polítiques i culturals de l'ètnia dominant, en aquest cas la castellana, sobre les de les altres ètnies, esdevingues minories nacionals a assimilar.
L'estat nació espanyol s'inicià a partir de la unió política promoguda pels Decrets de Nova Planta, i tingué la Constitució de 1812 com a destacat carreu legal. Aquesta Constitució, volent sustentar la sobirania en la nació i no en la monarquia, dibuixa un estat nació uniforme i castellà. Així, si fins als s. XVIII - XIX el terme espanyol venia a representar els territoris i cultures del territori estatal, essent l'espanyolisme un sentiment inclusiu, després, l'Estat promogué la correlació excloent espanyol = castellà.

### Guerres carlines
Al s. XIX, reactivament a l'aparició del nacionalisme espanyol modern, de matriu castellana, i l'acceleració de la "construcció nacional" de l'estat nació espanyol, aparegué un sentiment catalanista que s'expresà, per exemple, a les guerres carlines en forma de suport al pretendent Carles Maria Isidre de Borbó, que havia promés retornar els Furs perduts pel Decret de Nova planta. D'aquí que, al costat del País Basc i Navarra, que també reclamaven els seus furs, Catalunya esdevingué un important focus carlí.
Tradicionalment la historiografia ha considerat que el fuerisme basc-navarrès va ser, juntament amb la defensa del catolicisme, un dels factors que impulsaren la mobilització carlina al País Basc. Un raonament tanmateix aplicable als territoris de la Corona d'Aragó. Els darrers anys s'ha revisat aquesta visió, primer per negar-la, i després per tornar-la a acceptar però amb matisos. En qualsevol cas, és una evidència que, tot i que acabés derivant vers un moviment ultracatòlic, ultraconservador i nacionalista espanyol, el carlisme arrelà en aquells territoris que reclamaven el retorn dels Furs, alhora que era quasi testimonial a la resta de l'estat.

### El Memorial de Greuges
El 1885, el record de les llibertats perdudes continuava latent. Uns diputats designats com a representants dels antics regnes de la Corona d'Aragó es van adreçar a Alfons XII per demanar el retorn a la situació anterior als Decrets de Nova Planta i reivindicant les llibertats perdudes. És un document ben significatiu, entre altres motius, pel fet d'haver estat redactat, durant l'època de major esplendor de la monarquia borbònica, per personatges que en principi eren partidaris d'aquesta dinastia monàrquica. És el document que es coneix com a Memorial de Greuges, redactat el 18 de març de 1885, pel Centre Català.
Desatés el Memorial de greuges, poc després, el 1888, l'Antonio Cánovas del Castillo, historiador i president del govern durant la Restauració borbónica, recuperà el Memorial del Comte-Duc d'Olivares al seu llibre Estudios del reinado de Felipe IV, i considerà que el Memorial havia de llegir-se com un manifest en el que s'establien les bases del projecte d'Estat nació espanyol del valido del rei Felip IV.

### Diferències per l'economia
Catalunya continuava diferenciant-se de la resta de l'Estat. Des del punt de vista econòmic, la burgesia catalana diferia de l'oligarquia que tenia el poder a la major part de la resta de l'Estat, ja que era defensora de prendre mesures proteccionistes que fomentessin l'adopció d'aranzels que gravessin l'entrada de mercaderies estrangeres per tal de defensar la producció industrial de la seva propietat i protegir-la de la competència estrangera. Això topava amb els interessos dels partidaris del lliurecanvisme, que temien trobar barreres duaneres com a contrapartida als altres països.
Altres divergències amb el govern espanyol per temes econòmics provenien del fet que en períodes de desamortització es va impulsar la indústria a Catalunya comprant territoris en subhasta pública i invertint en maquinària, adobs i fertilitzants, mentre que a altres territoris espanyols encara seguien vivint de l'agricultura tradicional o de subsistència.
Més enllà d'una mera disputa econòmica, s'estava posant en joc el model econòmic de l'Estat: per una banda l'Estat basat en l'agricultura, la mineria i en mans d'una oligarquia terratinent que defensava el lliurecanvisme, i de l'altra, el basat en la indústria i el creixement de la importància de la burgesia industrial, que defensava el proteccionisme. Finalment, es va adoptar una política proteccionista però a vegades es prenien mesures lliurecanvistes. Aquest fet va ajudar la burgesia catalana a prendre consciència de la personalitat diferencial.
Durant el segle xix es van enfrontar els sectors liberals i conservadors de la societat espanyola en una sèrie de guerres civils anomenades guerres carlines, en les quals els líders carlins, que foren successivament derrotats, defensaven entre altres reivindicacions, la restitució dels furs.

### La Renaixença

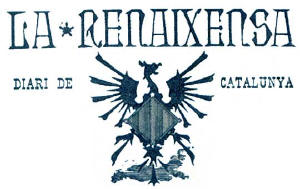
Capçalera de La Renaixensa fou dissenyada per Lluís Domènech i Montaner el 1880. Conjuga l'escut de Catalunya amb l'au Fènix.

Després d'anys de repressió, cap al 1833 neix un moviment cultural, anomenat Renaixença, que s'enceta amb la publicació de l'Oda a la Pàtria de Bonaventura Carles Aribau. El poble català comença a tenir un sentiment favorable a la recuperació de la llengua i de la cultura pròpia, entre d'altres.
El segle xix és un segle de prosperitat industrial a Espanya i especialment a Catalunya, Astúries i al País Basc, ja que eren les ciutats més productives, en matèries tèxtils, mineria i siderometal·lúrgia respectivament.
A mitjan segle xix, després de segles de decadència com a llengua literària i de cultura, el català experimentava el procés de recuperació que suposa la Renaixença. Joaquim Rubió i Ors, un escriptor de l'època, va posar un pròleg en un llibre de poesia que és considerat el vertader manifest de la Renaixença. A partir de la seva crida es van començar a celebrar els Jocs Florals de 1859, que són l'inici de la recuperació del català com a llengua literària, en una època de forta diglòssia en la qual molts catalans consideraven la seva llengua secundària. Antoni de Campmany escrigué la seva gran obra en castellà justificant-se que el català «era un antiguo idioma provincial muerto hoy para la república de las letras».
Des del punt de vista polític, el fenomen de la Renaixença va representar un impuls cap a la recuperació de la consciència nacional col·lectiva, el catalanisme.

### Teorització del catalanisme polític

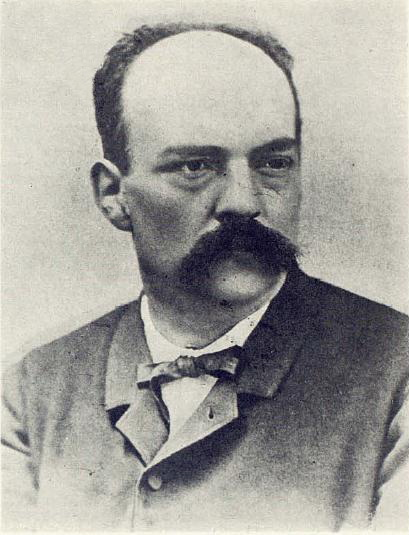
Valentí Almirall, considerat com el fundador del catalanisme polític.

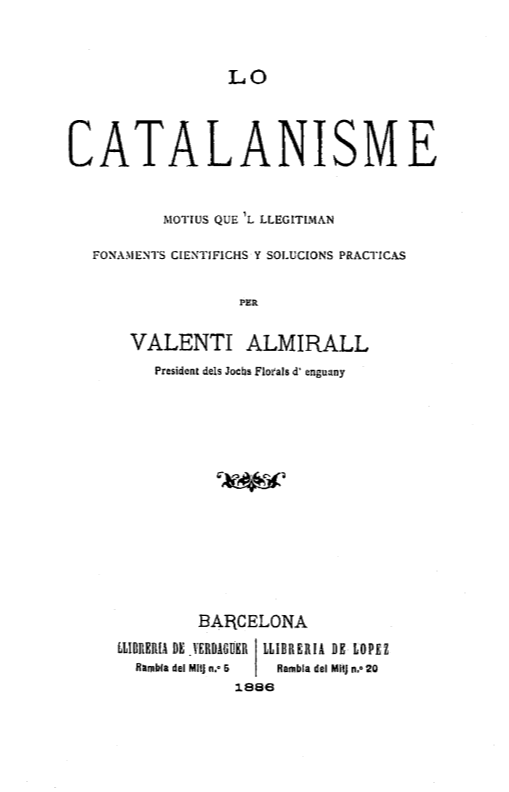
Lo catalanisme, obra cabdal de Valentí Almirall publicada el 1886, fonamentava els pilars teòrics de la doctrina catalanista i propugnava una política de modernització i reforma federal espanyola.

De forma reactiva a l'aparició del nacionalisme espanyol -de matriu castellana- pel que és l'Estat qui construeix la nació, i no a l'inrevès, el segle xix veu també la primera vertebració del catalanisme com un moviment polític. En aquest procés, hi destacaren tres sectors principals:
- El Republicanisme federal, liderat per Valentí Almirall amb la publicació del Diari Català i l'obra Lo Catalanisme.
- L'Església, a través del moviment encapçalat per Torras i Bages i la col·laboració de Jacint Verdaguer. La publicació més destacada d'aquest període és La Veu del Montserrat.
- Els intel·lectuals, mitjançant el grup liderat per Àngel Guimerà i la revista La Renaixensa.

El 1880 té lloc el Primer Congrés Catalanista. Reclamen una escola en llengua catalana per transmetre la cultura i la llengua. Aquesta demanda té una primera resposta el 1882 amb la creació del Centre Català, constituït per Valentí Almirall. El 1883 es reuneixen al Segon Congrés Catalanista, donant pas al primer acte oficial en català: el Memorial de greuges. Es tracta d'un escrit en què es demana al rei, Alfons XII, certs privilegis polítics. Els components del Centre Català volien aconseguir el suport de la burgesia, però això fou inviable. La burgesia no feia seu el català medievalitzant que parlaven i fins i tot sorgí un moviment anomenat La Renaixença popular, burlant-se d'aquells sectors més cultes.
Veient que no aconseguien el suport de la burgesia, els integrants del grup de La Renaixensa se separaren del Centre Català i crearen la Lliga de Catalunya, aconseguint així el suport que cercaven. El 1888, aprofitant la visita de la Reina regent a Barcelona per l'Exposició Universal, redacten el Missatge a la Reina Regent, demanant autonomia política per a Catalunya.
El 1891 es fundà la Unió Catalanista, però no es presentaren a les eleccions, ja que ho veuen absurd per les manipulacions caciquistes i les tupinades. Aquest partit redactà les Bases de Manresa, un programa d'autonomia política per Catalunya. Àngel Guimerà pronuncià un discurs en què demanava que el català fos llengua oficial, i tot seguit la burgesia retirà el seu suport a aquest partit perquè identificava la demanda de la llengua oficial amb el republicanisme.

#### El federalisme
Paral·lelament al rebrot del catalanisme, arreu de l'Estat sorgeix una nova manera d'entendre l'Estat espanyol: el federalisme. Francesc Pi i Margall, un català instal·lat a Madrid i un dels presidents de la Primera República Espanyola fou el gran ideòleg del federalisme a l'Estat espanyol, que definia que només el pacte federal lliurement establert entre les diverses regions espanyoles podia garantir el respecte total a la realitat plural de l'Estat.
A Catalunya, per contra, el federalisme va ser una de les cares que va adoptar el catalanisme polític. Una ideologia populista i interclassista, que estava estretament relacionada amb els inicis del moviment obrer. El federalisme català va viure una època gloriosa: el Sexenni Revolucionari. Durant aquest període es va produir una divisió entre federalistes: els moderats i els radicals. Totes dues tendències eren partidàries de la federació, però els radicals exigien, com a pas previ a la igualtat, la independència, per tal de poder decidir lliurement la federació posterior. Els moderats preferien un federalisme impulsat des del Govern espanyol.
El 1873, arran de la proclamació de la Primera República Espanyola, un grup de federals intransigents van intentar, des de la Diputació de Barcelona, proclamar l'Estat Català.

#### Valentí Almirall i el Congrés Catalanista del 1880
En aquesta etapa inicial del catalanisme polític, la personalitat més notòria és Valentí Almirall, que participà activament en la vida política al costat dels federals intransigents o radicals i que s'oposava al centralisme, l'oligarquia i l'especulació. Almirall pretenia regenerar Catalunya de manera que repercutís a la resta de l'Estat, que imaginava com una associació de pobles a manera de la Corona d'Aragó.
Almirall va intentar unir les dretes i les esquerres catalanistes, però no ho va aconseguir perquè existien massa divergències entre els dos corrents. Va impulsar el Primer Congrés Catalanista, que es va celebrar el 1880, en què es conjuntaren els diferents grups catalanistes: el federalisme republicà i el corrent apolític, el literari, el propulsor dels Jocs Florals i de la revista La Renaixensa [sic], però les tendències esquerranes d'Almirall va fer que el grup de La Renaixensa abandonés el Congrés i trenqués l'entesa. Tot i això, el Congrés va prendre tres acords cabdals: crear el Centre Català, una entitat aglutinadora del catalanisme, el començament de gestions per constituir l'Acadèmia de la Llengua Catalana —que tindrà una curta vida—, i la redacció d'un document en defensa del català.
Posteriorment, Valentí Almirall impulsà el Segon Congrés Catalanista, que es va declarar partidari de la cooficialitat del català a Catalunya, va proclamar l'existència de Catalunya com a realitat per sobre de divisions administratives i va condemnar la militància de catalanistes a partits d'àmbit estatal. Aquest últim fet impulsà la creació de partits d'àmbit únicament català, inexistents fins al moment. L'època gloriosa del Centre Català i d'Almirall va culminar amb el Memorial de Greuges i la publicació de Lo Catalanisme.
El 1887, després de ser derrotat a les eleccions a la Junta Directiva el Centre Català, el sector més conservador es va escindir i, juntament amb un grup d'universitaris anomenat Centre Escolar Catalanista van crear la Lliga de Catalunya, els dirigents de la qual, més tard, es van integrar en un altre partit polític català, la Lliga Regionalista. Partint de la seva iniciativa es va crear la Unió Catalanista, que englobava diverses entitats unides pel catalanisme, dividits en dues tendències: la gent de La Renaixensa, més culturalista i apolítica, i la Lliga de Catalunya, més partidària de participar en la vida política. Els catalanistes d'esquerres, Almirall i els federalistes, no en formaven part. La Unió Catalanista va convocar una assemblea a Manresa el 1892, on es va congregar bona part de la burgesia catalana conservadora. En aquesta assemblea es van aprovar les Bases per la Constitució Regional Catalana, més conegudes com a Bases de Manresa. Aquestes bases marcaven les pautes a seguir per una futura Constitució regional catalana, és a dir, un Estatut. Aquestes bases expressen els plantejaments del regionalisme conservador i tradicionalista oposat al sistema parlamentari basat en el sufragi universal. La posterior actuació de la Lliga Regionalista es fonamenta en aquestes bases.

#### La Lliga de Catalunya i el missatge a la reina regent
L'escissió del Centre Català va conduir a la formació de la Lliga de Catalunya (1887), que va incorporar homes com Narcís Verdaguer Callís, Lluís Domènech i Montaner, Josep Puig i Cadafalch i Enric Prat de la Riba, al costat d'altres que procedien de la Renaixença, com Àngel Guimerà. La nova organització tenia un caràcter més conservador que el projecte d’Almirall, amb la qual cosa va connectar millor amb una burgesia cada cop més descontenta de la política dinàstica. El nou grup va fer seves les reivindicacions de l’oficialitat de la llengua catalana, la defensa del dret civil català, el proteccionisme i l'execució d’una política exclusivament catalana i al marge dels partits amb implantació a tot l’Estat. Una de les seves primeres iniciatives va ser el Missatge a la Reina Regent (1888), adreçat a Maria Cristina, en el qual demanava autonomia per a Catalunya.
L’any següent, la Lliga de Catalunya va promoure una campanya en defensa del manteniment del dret civil català i contra el projecte de reforma del Codi Civil que es discutia al Congrés dels Diputats de Madrid. Finalment, el govern va accedir a canviar la redacció del Codi Civil, i aquest fet va ser presentat com “la primera victòria del catalanisme”.

#### El catalanisme tradicionalista: Torras i Bages
Durant la implantació de l’Estat liberal una bona part del clero català s'havia arrenglerat amb el carlisme i havia adoptat posicions integristes i antiliberals. Al llarg de la Restauració, i després que la Santa Seu hagués fet públic el seu suport a Alfons XII, una part del clero va abandonar aquests plantejaments per buscar un espai dins el liberalisme més conservador. En aquest trànsit hi va tenir un paper important el vigatanisme, un moviment cultural i intel·lectual impulsat en gran manera pels membres de les institucions eclesiàstiques de la ciutat de Vic. L’acostament del clero català al catalanisme conservador va estar liderat per clergues com ara en Jaume Collell i el bisbe Josep Morgades, en un intent de cristianitzar un moviment que havia començat des de posicions laiques. Aquest grup va dotar-se d’un òrgan de premsa, el setmanari La Veu del Montserrat. Entre les seves iniciatives cal destacar les campanyes a favor de la celebració del mil·lenari de Montserrat (1881) i la restauració del monestir de Ripoll (1893), com també l'exigència que els bisbes fossin catalans.
La tradició vigatana va entroncar amb Josep Torras i Bages, bisbe de Vic, que va defensar un catalanisme d’arrels cristianes. L’any 1892, va publicar La tradició catalana, en què defensava que l'esperit de Catalunya reposa en la família, la propietat i la religió, refusava tot plantejament de canvi social, presentava una edat mitjana i defensava una estratègia regionalista allunyada de l’acció política. Aquest moviment defensava el protagonisme que havia de tenir el clero en la regeneració de la societat catalana, molt degradada pel nou model social de la industrialització, i demanava mantenir-la dins els principis d’un catalanisme tradicionalista i d’arrel profundament cristiana.

#### La Lliga Regionalista
El catalanisme encara no comptava amb gaire suport, però la situació va canviar a partir de l'any 1898, amb la pèrdua de l'imperi espanyol i amb ella la notable pèrdua econòmica de la burgesia catalana. El 1901 es va crear la Lliga Regionalista, un partit polític a través del qual la burgesia catalana va tenir un poder hegemònic les primeres dècades del segle xx. La Lliga era un partit d'un caràcter evidentment conservador de tendència catalanista que va tenir el suport de la burgesia industrial, els comerciants i els professionals i l'Església catòlica. Els seus dirigents més destacats van ser Enric Prat de la Riba, Francesc Cambó, Josep Puig i Cadafalch. El partit va assolir una destacada victòria a les eleccions legislatives del 1901.

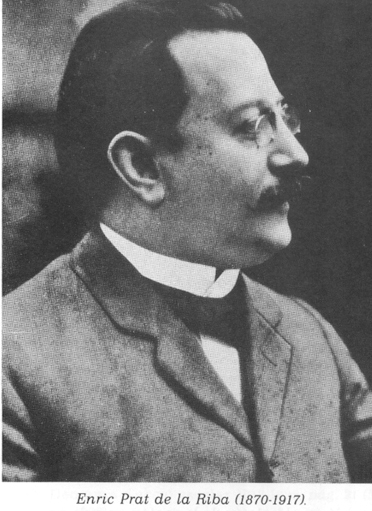
Enric Prat de la Riba, teòric catalanista, dirigent de la Lliga Regionalista i
President de la Mancomunitat de Catalunya.

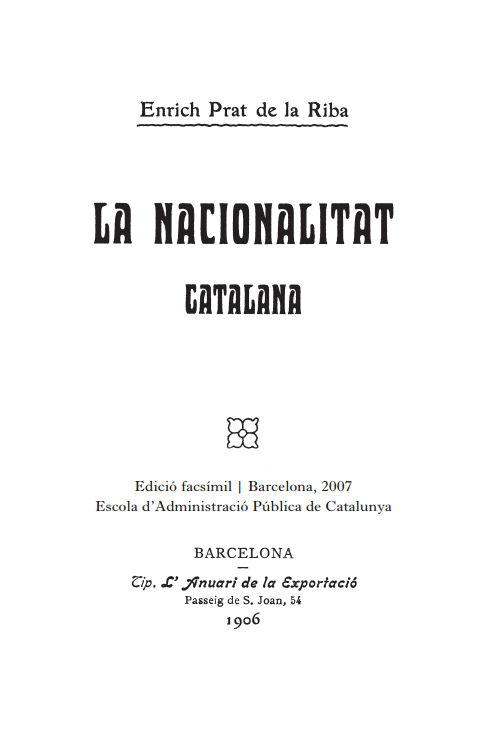
La nacionalitat catalana, obra cabdal d'Enric Prat de la Riba (1906)

Enric Prat de la Riba, futur president de la Diputació de Barcelona amb la Lliga Regionalista, publicà el 1906 l'obra La nacionalitat catalana, on recull les seves tesis sobre el catalanisme. En aquesta obra distingeix clarament entre nació i Estat. L'Estat és una creació artificial, una organització política. En canvi, una nació és una entitat natural, amb història, cultura, llengua, art i dret propis; és un fet natural que existeix tant si té reconeixement legal com si no. Prat de la Riba, conseqüentment, afirma que «Catalunya és una nació». Un tercer punt cabdal de l'obra és la reflexió que Prat de la Riba fa sobre la relació nació – estat. Per Prat de la Riba, la situació normal és que cada nació tingui el seu Estat i que a cada Estat hi correspongui una nació. Segons ell, el fet que una nació estigui sotmesa a un Estat aliè és propi d'una «anormalitat morbosa». Tot i aquests plantejaments, Prat de la Riba no és independentista. Fa entrar en joc un nou element, la unitat política d'Espanya, la integració de Catalunya a l'Estat espanyol. Intenta harmonitzar aquestes dues realitats, «la convivència secular de diversos pobles». Per Prat de la Riba, la solució és l'Estat compost, la federació espanyola.
El 1899, Espanya es trobava en plena crisi i el Govern trobà la solució en la pujada dels impostos. Els ciutadans es negaren a pagar. Hi va haver vagues i tancament de botigues. Les Caixes han de tancar a causa de la revolta popular. Finalment, el Govern posa en pràctica una dura repressió i el poble acaba pagant les taxes corresponents i tornant als seus llocs de feina. Després d'aquest fet, sorgeixen dos partits polítics més: la Unió Regionalista, liderada pel general Polavieja i amb el suport de la burgesia i els monàrquics i, d'altra banda, el 1900 es crea el Centre Nacional Català que és qui té el suport del poble. Cap dels dos partits tenia prou força, ja que els uns tenien els diners i els altres el suport de la majoria de la població catalana, així que decideixen unir-se i constitueixen el 1901 la Lliga Regionalista. Aquest últim partit, la Lliga, tingué el mèrit de guanyar les eleccions sense ser un partit dinàstic, fet que es dona per primera vegada en la història.
Si des del Pacte del Pardo el 1885, a Espanya hi havia una alternança de govern entre liberals i conservadors, des d'aquest moment la lluita política a Catalunya esdevindrà una pugna entre regionalistes i republicans.
El 1901, a conseqüència del 98, es va originar un canvi de forces polítiques i de relacions amb Madrid. En aquesta situació va néixer la Lliga Regionalista de Catalunya que, després de la seva victòria, el mes de maig, seria el principal interlocutor amb el Govern de Madrid. Però una vegada constituïda la Lliga Regionalista, Cambó demanava la independència per Barcelona (allò que ell representava) sense vincular la resta de Catalunya representada per altres partits de caràcter lliberal o republicà.
Dins del Regionalisme, hom pot veure una evolució política. Inicialment, el 1905 es funda el Centre Nacional Republicà, a qui s'uneix la Lliga Regionalista. És en aquest període quan sorgeix la Solidaritat Catalana (1905-1909).

#### La Solidaritat Catalana
El 1906 va aparèixer el moviment Solidaritat Catalana, coalició de catalanistes nascuda arran de les agressions del Govern espanyol al catalanisme. Aquesta candidatura va obtenir un èxit aclaparador, però es va dissoldre atès que incorporava forces massa diverses. La mateixa Lliga va promoure la realització de la Mancomunitat de Catalunya que, mitjançant la unió de les quatre diputacions provincials, va significar una petita quota d'autogovern, tot i que plena de limitacions polítiques i econòmiques. També va promoure una campanya per l'autonomia, que reivindicava la plena sobirania de Catalunya en qüestions d'ordre intern. Van obtenir el suport de totes les forces polítiques catalanes, fins i tot dels lerrouxistes, amb l'única excepció de Francesc Macià que ho considerava insuficient. Aquestes bases on es demanava aquesta autonomia es van entregar a Madrid, però la incomprensió dels polítics espanyols envers el problema i la realitat catalana van impedir, una vegada més, l'èxit de la campanya.

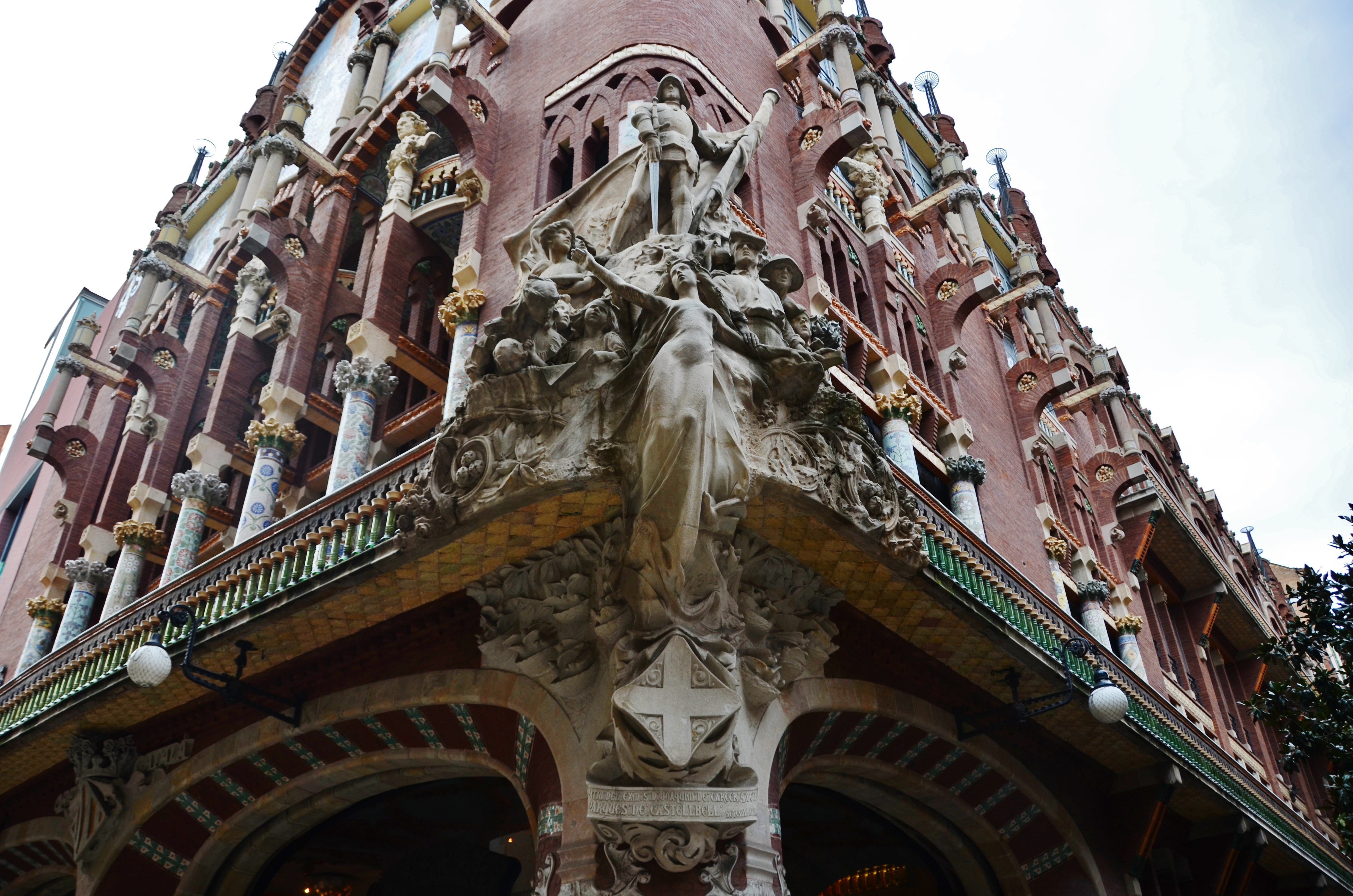
Grup escultòric La cançó popular (1909) de Miquel Blay, bastit a la façana original del Palau de la Música Catalana. El Palau fou edificat per Domènech i Montaner, home clau en la presa de consciència política del catalanisme a final del col·laborant en la fundació de la Lliga de Catalunya així com presidint la primera assemblea de la Unió Catalanista, signant les Bases de Manresa i presidint els Jocs Florals. El Palau de la Música Catalana recull totes les manifestació simbòliques dels ideals catalanistes i acollí actes polítics com les assemblees de Solidaritat Catalana. La dictadura de Primo de Rivera ordenà la clausura del Palau durant quatre mesos entre el 24 de juny i el 13 d'octubre de 1925.

La Lliga intentava presentar-se com a partit interclassista, això explica que en els primers anys el partit englobés elements de clara significació liberal, d'ideologia republicana i d'orientació cap a l'esquerra. Això va suposar un conflicte entre membres del partit quan el 1904 Alfons XIII va visitar Barcelona. La Lliga va decidir que els seus regidors no assistissin a la visita, però un grup encapçalat per Francesc Cambó va incomplir l'acord. Cambó va aprofitar per fer un discurs davant el rei en defensa de les reivindicacions catalanes. Aquests fets van detonar la crisi i l'abandó del sector més progressista del partit. Naixia el Centre Nacionalista Republicà (1906) amb l'objectiu de la consecució de l'autonomia de Catalunya dins l'Estat espanyol i la propagació dels ideals de la democràcia republicana. Tot i això, van tenir un pes polític molt dèbil.

#### El Republicanisme
Una altra part dels republicans, el partit federal català, anava accentuant les tendències autonomistes en relació amb la resta del partit estatal. El 1883 va redactar un projecte de Constitució de l'Estat Català dins la Federació Espanyola. Els republicans no federals s'agrupaven, a Catalunya, al voltant de la Unió Republicana, impulsada per l'expresident de la Primera República, Nicolás Salmerón, el qual es va mostrar receptiu a les reivindicacions catalanes i fins i tot participà en el moviment Solidaritat Catalana. Aquest últim fet va provocar una escissió dins el partit, liderada per Alejandro Lerroux, el Partit Republicà Radical, basat en la demagògia, el populisme i l'anticatalanisme, que considerava burgès.
Pel que fa a la Lliga Regionalista, cap al 1922 es divideix en dues tendències: l'Acció Catalana (intel·lectuals) i Estat Català (Francesc Macià).
A causa de l'afinitat d'idees entre Lluís Companys i Francesc Macià, aquests decideixen unir-se el 1931 i constituir el partit Esquerra Republicana de Catalunya. Aquest mateix any es presenten a les eleccions i surten vencedors i la Lliga Regionalista passa a denominar-se Lliga Catalana el 1933.
El fet que les esquerres catalanistes estiguessin dividides es traduïa en feblesa electoral i, per a aconseguir més força, es va considerar imprescindible una política d'unió. A les eleccions municipals del 1909, els federals, la Unió Republicana i el Centre Nacionalista Republicà van fer una aliança electoral, anomenada Esquerra Catalana. Aquest procés d'aproximació va acabar el 1910 amb la formació d'un nou partit, la Unió Federal Nacionalista Republicana, a la qual s'uneix el Partit Republicà Radical de Lerroux, tot i que són derrotats, i en conseqüència es dissolen. Rere aquesta derrota, neix el Partit Republicà Català amb Lluís Companys al capdavant.

#### Influència més enllà de Catalunya
La concepció més o menys unitària del domini lingüístic català, almenys en el camp lingüísticocultural, havia estat prou comuna almenys a partir de la Renaixença (Marià Aguiló, Antoni de Bofarull, Teodor Llorente). La influència de l'ideari catalanista també troba cabuda al discurs del valencianisme de principis del segle xx, quan una l'Assemblea Regionalista Valenciana va presentar el projecte d'una Solidaritat Valenciana, per tal d'aconseguir l'autonomia política i la cooficialitat del català, entre altres punts. La proposta fracassà perquè els sorianistes se'n desvincularen; alhora, els blasquistes combateren visceralment el projecte qualificant-lo de catalanista, postura on coincidiren amb els conservadors del diari Las Provincias. Si bé la catalanofília era habitual, trobem els casos de Miquel Duran i Tortajada i Eduard Martínez i Ferrando, autor del text Síntesi del criteri valencianista, que proposaren anar més enllà en la concepció d'un espai comú amb catalans i balears.
Al valencianisme de preguerra es defensava l'agermanament amb la resta de terres de parla catalana. Així, per exemple, en revistes com La República de les Lletres o Acció Valenciana (editada per Acció Cultural Valenciana) es podien trobar escrits on es deien coses com «Volem la reconstrucció de la nostra nacionalitat catalana formada com sempre pels Estats federats de València, Mallorca i Catalunya».

### La Mancomunitat de Catalunya

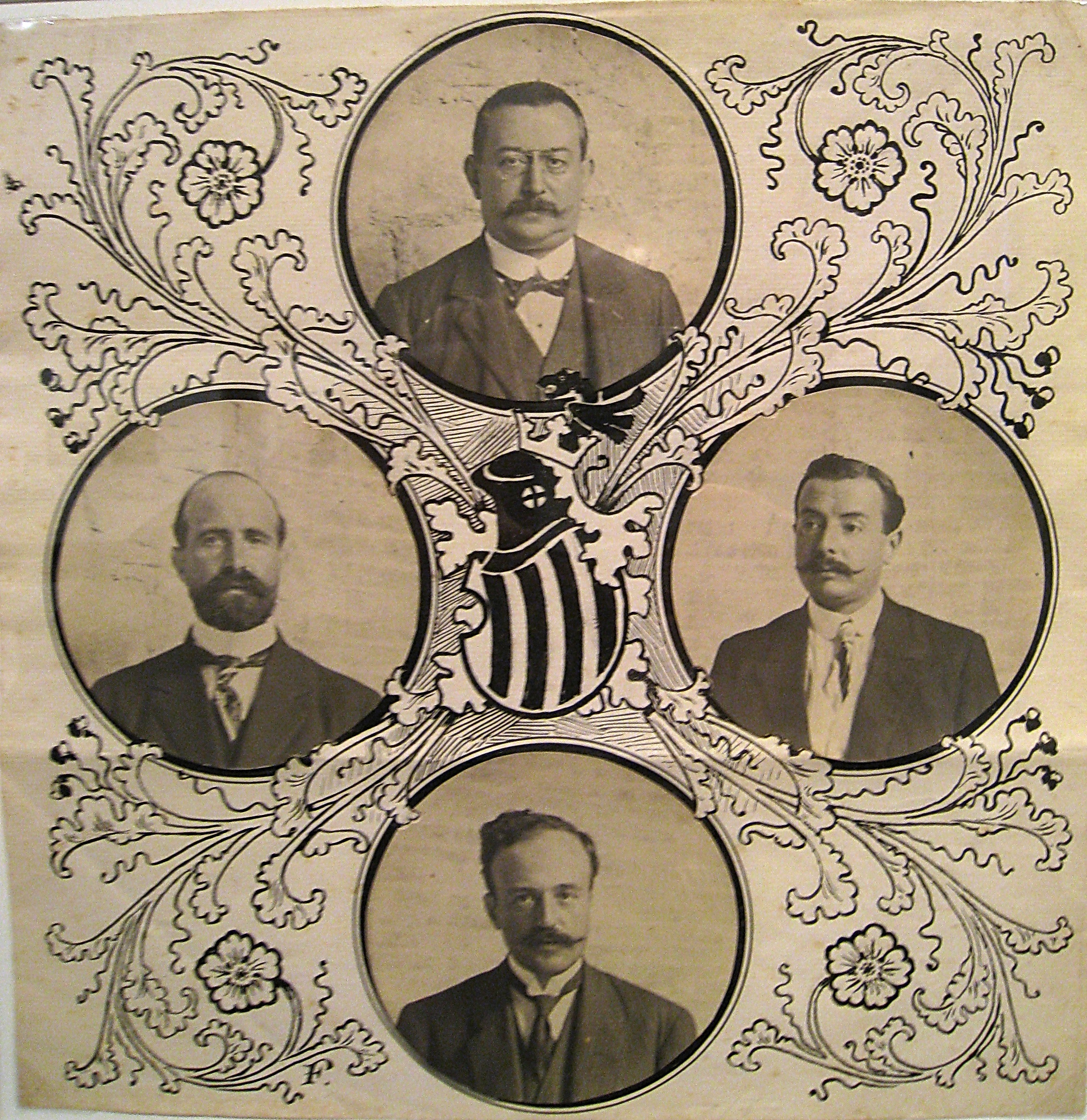
Presidents de les diputacions de la Mancomunitat de Catalunya

La voluntat de construcció d'un tramat institucional politicocultural propi fructifica en la primera concreció institucional de caràcter polític amb la Mancomunitat de Catalunya (1914-1923), institució que agrupà les quatre diputacions catalanes i fou presidida per Enric Prat de la Riba (1914-1917) i després per Josep Puig i Cadafalch (1917-1925), tots dos de la Lliga Regionalista. Tot i que havia de tenir funcions purament administratives, va dur a terme una tasca important de creació d'infraestructures de camins i ports, obres hidràuliques, ferrocarrils, telèfons, beneficència o sanitat. També va emprendre iniciatives per augmentar els rendiments agrícoles i forestals introduint millores tecnològiques, de serveis i educatives i va potenciar els ensenyaments tecnològics necessaris per la indústria catalana.
La Unió Federal Republicana no va aconseguir trencar l'hegemonia de la Lliga. Davant d'això van intentar una aliança electoral amb els radicals per plantar cara a la Lliga Regionalista a les eleccions del 1914. Tanmateix, ni les bases ni l'electorat aprovava el pacte, hi hagué un nou fracàs electoral. El 1917 es constituïa el Partit Republicà Català, amb Francesc Layret i Lluís Companys com a principals dirigents. Defensava una ideologia republicana federal i intentà una síntesi entre catalanisme i obrerisme, però tampoc va aconseguir una bona implantació per diferents factors: Lerroux i els radicals, com a element distorsionador del panorama polític català, la manca de generació d'alternatives i de dirigents carismàtics i finalment, la gran difusió que l'anarcosindicalisme va tenir entre el proletariat català, fet que privava l'esquerra catalanista del seu electorat natural. Tampoc va ser fructífer l'intent fet per un grup de membres escindits de la Federació Catalana del PSOE, que el 1923 fundaren la Unió Socialista de Catalunya.

### Francesc Macià i el primer catalanisme independentista

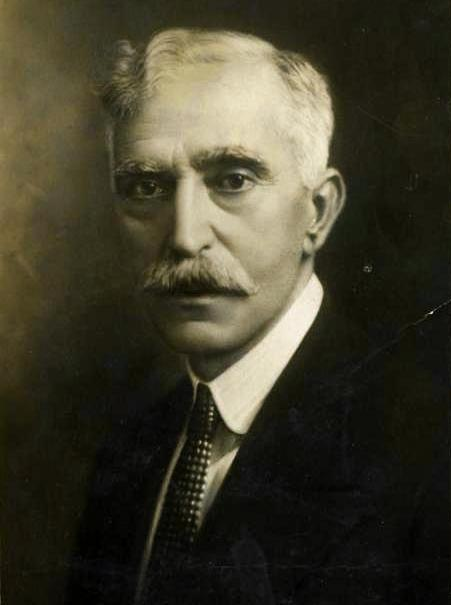
El president i coronel Francesc Macià

L'aportació de Francesc Macià va ser cabdal per a l'esquerra catalanista. En abandonar l'exèrcit, Macià va participar en el moviment Solidaritat Catalana i en va sortir elegit diputat. El 1919 fundava la Federació Democràtica Nacionalista, que plantejava la confederació dels pobles ibèrics i un seguit de reformes polítiques i socials de caràcter progressista. El 1922 va fundar un nou partit: Estat Català. Aquest partit, influït per la lluita política a Irlanda contra l'ocupació britànica, va adoptar plantejaments secessionistes i va formular la necessitat de la independència en relació amb Espanya. Va esdevenir el primer nucli independentista, i també preveia la lluita armada com a mitjà. Entre els seus dirigents hi havia Ventura Gassol i Daniel Cardona i Civit.

### Dictadura de Primo de Rivera
El procés de normalització cultural i política desenvolupat per la Mancomunitat es veié interromput amb l'adveniment de la primera dictadura militar espanyola del segle, la del general Primo de Rivera (1923-1930), atès que la Mancomunitat era vista com un perill que calia reprimir i intentà desfer la seva obra. La Dictadura va radicalitzar la situació, Estat Català va passar a ser un partit clandestí i Francesc Macià va haver-se d'exiliar. Des de l'exili, va organitzar els fets de Prats de Molló, un intent d'invasió de Catalunya manu militari des del poble de Prats de Molló, a la Catalunya Nord. Aquesta conspiració va ser frustrada per la Gendarmeria francesa, però el seu judici li va donar una gran popularitat a Catalunya.
L'opció independentista tenia força incidència entre els nuclis catalans a Amèrica, fet que comportà que el 1928, en celebrar-se l'Assemblea Constituent del Separatisme Català, a l'Havana, es redactés una Constitució per una Catalunya independent. La repercussió de tot això a Catalunya fou certament mínima.

### Segona República espanyola
El 1931, la creació d'Esquerra Republicana de Catalunya unificava tots els corrents dispersos del catalanisme d'esquerres i va aconseguir superar l'hegemonia de la Lliga, car les eleccions del 14 d'abril donaren una victòria aclaparadora al líder d'Esquerra Republicana de Catalunya, Francesc Macià, que va proclamar: «proclamo la República Catalana com a estat integrant de la federació ibèrica», poques hores abans que a Madrid es procedís a proclamar la II República Espanyola.
Després de tenses reunions amb representants del Govern espanyol, l'autogovern de Catalunya passava a ser anomenat Generalitat de Catalunya, recuperant l'antic nom medieval. El 9 de setembre de 1932 les Corts aprovaren, després de fortes retallades, l'Estatut d'autonomia i, al cap de poques setmanes, se celebraven eleccions al Parlament de Catalunya, el qual es constituïa el 6 de desembre, amb Lluís Companys com a primer president de la cambra legislativa.
Amb la mort sobtada del president Macià el dia de Nadal del 1933, Lluís Companys és proposat per succeir-lo com a president de la Generalitat. En votació extraordinària del Parlament, va ser elegit l'1 de gener de 1934 per 56 vots a favor i 6 en blanc, amb l'abstenció de la Lliga Catalana.
A Catalunya, l'opció secessionista era representada per diversos partits i associacions, com el Partit Català Proletari, que el 1936 s'integrava al Partit Socialista Unificat de Catalunya, l'associació Palestra, el Partit Nacionalista Català, i, sobretot, Nosaltres Sols, que treia el nom del Sinn Féin irlandès, la qual tenia un programa clarament separatista i una organització paramilitar. Cal dir que la implantació electoral d'aquestes agrupacions fou escassa i foren sectors bastant minoritaris. Quan Estat Català abandonà Esquerra Republicana de Catalunya el maig de 1936 les dues darreres organitzacions s'hi integraren i van gaudir d'autonomia interna i es formà un únic partit radicalment separatista contraposat al catalanisme no separatista que aleshores representava ERC.
El 1936, però, s'inicia una insurrecció militar contra la República Espanyola que es converteix en Guerra civil espanyola que acabarà anorreant el moviment catalanista en el procés de genocidi polític i cultural que els militars i moviments polítics vencedors duran a terme.

### El Franquisme
La victòria militar el 1939 inicia aquesta etapa, que a part de la prohibició de les llibertats democràtiques, reprimí durament tota expressió del caràcter nacional de Catalunya. El catalanisme va passar a ser clandestí o a l'exili. Bàsicament estigué fonamentat en el Front Nacional de Catalunya, creat sobretot per militants d'Estat Català (inclosos els de Nosaltres Sols!) i, en menor mesura, també pels d'Esquerra Republicana de Catalunya. Al final de la dictadura es crearien altres partits com el Partit Socialista d'Alliberament Nacional, sorgit del Front Nacional de Catalunya.
Un exemple de la repressió franquista fou l'afusellament Lluís Companys i Jover, 123è president de la Generalitat, el 15 d'octubre de 1940 al Castell de Montjuïc després d'un Consell de Guerra il·legal a causa de la falta de garanties processals.
En l'àmbit associatiu també es poden trobar fets destacables com la clausura de l'entitat Òmnium Cultural en el mateix any de la seva fundació, fet que la va obligar a treballar clandestinament fins al final de la dictadura.

#### La Generalitat de Catalunya a l'exili

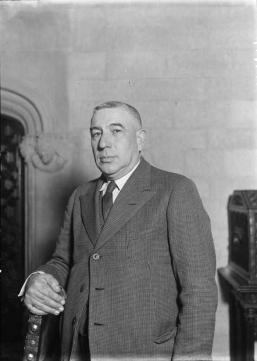
Josep Irla, President de Catalunya a l'exili

En acabar la Guerra Civil espanyola, la majoria de diputats i polítics s'exilien. Es crea a París el Consell Nacional de Catalunya, que es trasllada a Londres després de l'ocupació nazi durant la Segona Guerra Mundial. Després de l'afusellament el 1940 de Lluís Companys després de ser capturat per la Gestapo i ser sotmès a un judici sumaríssim, Josep Irla, el darrer president del Parlament de Catalunya, va assumir la presidència de la Generalitat, tal com establia l'Estatut de Règim Intern de Catalunya, elaborat el 1933, i va organitzar el govern a l'exili.
Josep Irla va dimitir el 1954 per motius d'edat, i Josep Tarradellas, d'ERC, que havia estat el seu primer conseller va prendre el relleu com a president, un cop guanyada la votació per al càrrec efectuada a l'ambaixada de la República Espanyola a Mèxic, a Manuel Serra i Moret, de la Unió Socialista de Catalunya, qui havia estat ministre sense cartera del govern de la República a l'exili.

### El maquis
Acabada la Guerra Civil espanyola, Franco no va intentar la reconciliació: hi hagué un mínim de 90.000 executats durant la guerra i la postguerra per motius ideològics. La repressió causa l'exili de 450.000 persones desorganitzades, que van marxar per salvar la vida, sense armament i poca consciència política d'allò què feien. A Portugal, la dictadura de Salazar els hauria entregat a Franco, i des de 1940, a França, es troben amb l'ocupació nazi, i Espanya era una ratera. L'acció més rellevant duta a terme pels maquis fou la invasió de la Vall d'Aran: entre el 8 i el 9 d'octubre de 1944, quan els nazis ja retrocedien a França, 2.500 guerrillers van entrar a la vall ben equipats i amb armament pesant, sota direcció dels comunistes. Amb aquesta ofensiva i una altra de similar amb 2.500 guerrillers uns dies després, els antifranquistes volien conquerir part del territori espanyol, declarant la zona conquerida sota el govern de la República, que llavors era a l'exili, i forçar els aliats a alliberar Espanya del govern de Franco. A partir de la derrota a la Vall d'Aran, els comunistes deixaren aquest tipus de lluita i l'Agrupació Guerrillera de Catalunya va prendre el relleu als comunistes però al cap de poc van ser desarticulats.

### Naixement del sindicalisme catalanista
El 1958 es va crear el sindicat Solidaritat d'Obrers Cristians de Catalunya. El 1961 va desaparèixer del seu nom la "C" de cristià i es va transformar en Solidaritat d'Obrers de Catalunya. Llavors va passar a ser el primer sindicat clandestí de Catalunya fins a les discrepàncies entre radicals i moderats el 1969, manifestada en el congrés de 1970 i en l'abandonament de l'ala radical el 1971.

### L'Assemblea de Catalunya
Malgrat tot, els contraris al règim i favorables a la defensa dels drets històrics del Principat, s'organitzaren entorn de l'Assemblea de Catalunya (1971). Aquest organisme fou la plataforma catalanista amb més suport social des de 1939 i feia quatre reivindicacions: llibertat, amnistia, restabliment de l'Estatut del 1932 (com a via a l'autodeterminació) i coordinació amb les forces democràtiques dels altres pobles de l'Estat.
L'Assemblea, de fet, va integrar en el seu si gairebé tots els partits polítics des del centre fins a l'extrema esquerra i va incorporar amplis sectors obrers i populars a la lluita per les llibertats nacionals. Entre les figures representatives que va tenir destaquen: Josep Benet, Pere Portabella, Carles Caussa, Jordi Carbonell, Miquel Sellarès i Agustí de Semir. L'assemblea va convocar concentracions pacífiques a Ripoll (1972), Sant Cugat del Vallès i Vic (1973) i, el 1976, les grans manifestacions de l'1 i el 8 de febrer a Barcelona i de l'11 de setembre a Sant Boi de Llobregat. A final del 1976 els sectors més moderats es van desmarcar de la línia rupturista de l'Assemblea però l'organisme va impulsar encara la campanya «Volem l'Estatut!» (1977). El novembre de 1977, ja en plena Transició, va transmetre la seva representativitat a l'Assemblea de Parlamentaris i es va dissoldre.

### El catalanisme durant la Transició
Malgrat la forta repressió franquista durant els darrers anys de la dictadura, la lluita per les llibertats democràtiques i nacionals era cada cop més intensa.
La mort de Franco, l'any 1975, va obrir la porta a una transició cap a la democràcia. A Catalunya l'inici de la Transició va obrir una etapa reivindicativa, tant per motius polítics com econòmics. Durant l'hivern de 1976 s'organitzaren diverses manifestacions a Barcelona sota l'eslògan "Llibertat, amnistia, estatut d'autonomia". A l'estiu la Marxa de la Llibertat va recórrer moltes poblacions catalanes mentre a escala estatal el govern format per la monarquia va dimitir i va cedir el poder a Adolfo Suárez González, fins aleshores ministre secretari general del Movimiento Nacional.
És durant aquell període quan, arran de la publicació de Nosaltres, els valencians' de Joan Fuster a la dècada de 1960, es despertarien algunes consciències dins el catalanisme, en afirmar el llibre que els territoris de «parla catalana» del País Valencià tindrien com a únic «futur normal» la incorporació a una entitat «supraregional», els Països Catalans. Seria a partir d'aquell llibre quan el concepte nacional dels Països Catalans s'estendria per tot el territori amb una teorització més clara i acabaria sent assumit per algunes formacions polítiques.

### Llei per a la Reforma Política
Suárez va elaborar una Llei per a la Reforma Política que va ser aprovada per les Corts Espanyoles, en un insòlit «harakiri» polític; reforma que, un cop referendada per les urnes, es va dur a terme. Mentrestant, la Diada de l'11 de setembre de 1976 va ser la primera que pogué ser celebrada oficialment després de 38 anys de repressió. Gràcies a la reforma proposada per Suárez les Corts franquistes es van dissoldre i es va iniciar un període de recuperació de llibertats on a poc a poc es legalitzaren els partits i els sindicats. Durant aquesta legalització es van convocar eleccions per unes Corts constituents. Les eleccions motivaren una sèrie d'aliances electorals que simplificarien el panorama existent fins llavors, en què ERC va concórrer com a Esquerra de Catalunya juntament amb altres partits que tampoc havien estat legalitzats. A les primeres eleccions, però, ERC no s'hi va poder presentar perquè el nom del partit incloïa la paraula republicana
A Espanya va guanyar la UCD però a Catalunya les forces més votades foren la coalició PSC-PSOE i la resta de forces favorables a la restauració de l'autogovern català assolit a l'Estatut de 1932. En conjunt aquestes forces assoliren més del 75% dels vots.
Després de les eleccions es va formar una Assemblea integrada per tots els diputats i senadors catalans. Aquesta va exigir el restabliment de la Generalitat i el retorn del seu president a l'exili, Josep Tarradellas. L'Assemblea es va veure ratificada popularment per la manifestació de l'Onze de Setembre de 1977, on van participar més d'un milió de ciutadans reivindicant l'autogovern.

### L'articulació del catalanisme en la Transició
Les tres grans expressions diferents del catalanisme, que estaven fragmentades en diferents partits van anar aglutinant-se en uns pocs per assolir la màxima representació possible en els diferents parlaments. L'èxit dels Socialistes de Catalunya va impulsar la constitució del PSC (PSC-PSOE), on es van integrar també el PSC-R (Reagrupament) per formar un partit catalanista que ha evolucionat a tendències més federalistes. El PSUC representava les forces escorades més a l'esquerra que el PSC. Paral·lelament CDC i UDC van decidir unir els seus esforços formant la coalició Convergència i Unió, que durant les primeres dècades de la tercera restauració borbònica esdevindria un moviment majoritari en la major part de la Comunitat Autònoma de Catalunya, representant el catalanisme federalista, i Esquerra Republicana de Catalunya va seguir en solitari, representant el catalanisme parlamentari més sobiranista que als anys 80 va entrar en una greu crisi.
Altres formacions catalanistes obertament independentistes mai van obtenir representació en el parlament (BEAN, Estat Català, IPC, Nacionalistes d'Esquerra, PSAN), i algunes de les quals van convergir amb altres a fi de formar nous projectes que tampoc es van convertir en prou grans per obtenir representació parlamentària.

### Restabliment de la Generalitat de Catalunya

Emblema de la Generalitat de Catalunya

El govern d'Adolfo Suárez va promulgar un decret que restablia de forma provisional la Generalitat de Catalunya. Al cap d'un mes, Josep Tarradellas va tornar i fou aclamat per la ciutadania en l'únic acte de restauració de la legitimitat republicana durant la Transició espanyola. Tarradellas va nomenar un Consell Executiu de la Generalitat, on eren representades totes les forces parlamentàries. Malgrat no disposar de recursos ni d'un marc competencial propi, la Generalitat actuava a través dels recursos de la Diputació de Barcelona.
El pas següent dins l'Estat espanyol fou la redacció d'un pacte constitucional que organitzés la vida política de l'Estat dins d'unes normes de democràcia parlamentària. La Constitució democràtica va ser redactada per una comissió parlamentària formada per membres dels diversos partits amb representació parlamentària, els anomenats "Pares de la Constitució". La Constitució Espanyola de 1978, que reconeixia el dret de les nacionalitats i les regions a assolir l'autonomia, es va aprovar popularment en referèndum el 6 de desembre de 1978.

## La conquesta de la democràcia: el catalanisme avui

### El catalanisme i les classes socials
Sovint s'ha afirmat que el catalanisme era un concepte únicament burgès però en realitat és un fenomen popular que arriba a totes les classes socials incloent-hi la burgesia. Ja des dels seus inicis es distingeixen dos corrents catalanistes: un de progressista, i un altre de més conservador i tradicionalista. Són els anomenats popularment com a catalanisme d'esquerres i de dretes.
Certs moviments socials han ajudat a fer créixer el patriotisme català. Entre aquests hi trobem els centres excursionistes i el cant coral. Les activitats excursionistes, que es van incrementar amb les millores de les vies de comunicació, ajuden a potenciar el sentiment patriòtic cap a Catalunya amb les seves excursions. Les excursions fan augmentar el coneixement sobre el patrimoni, el folklore, l'arquitectura, els costums i els dialectes del país, cosa que provoca una implicació en la defensa dels símbols i els monuments del territori.
Un segon exemple és el cant coral amb creacions com els Cors de Clavé i d'altres iniciatives que fomentaren la difusió de la cançó tradicional catalana, clarament patriota. "El cant de la senyera", de Joan Maragall, va ser escrita precisament per una de les institucions de cant coral més importants, l'Orfeó Català.

### L'Estatut de Sau (1979)

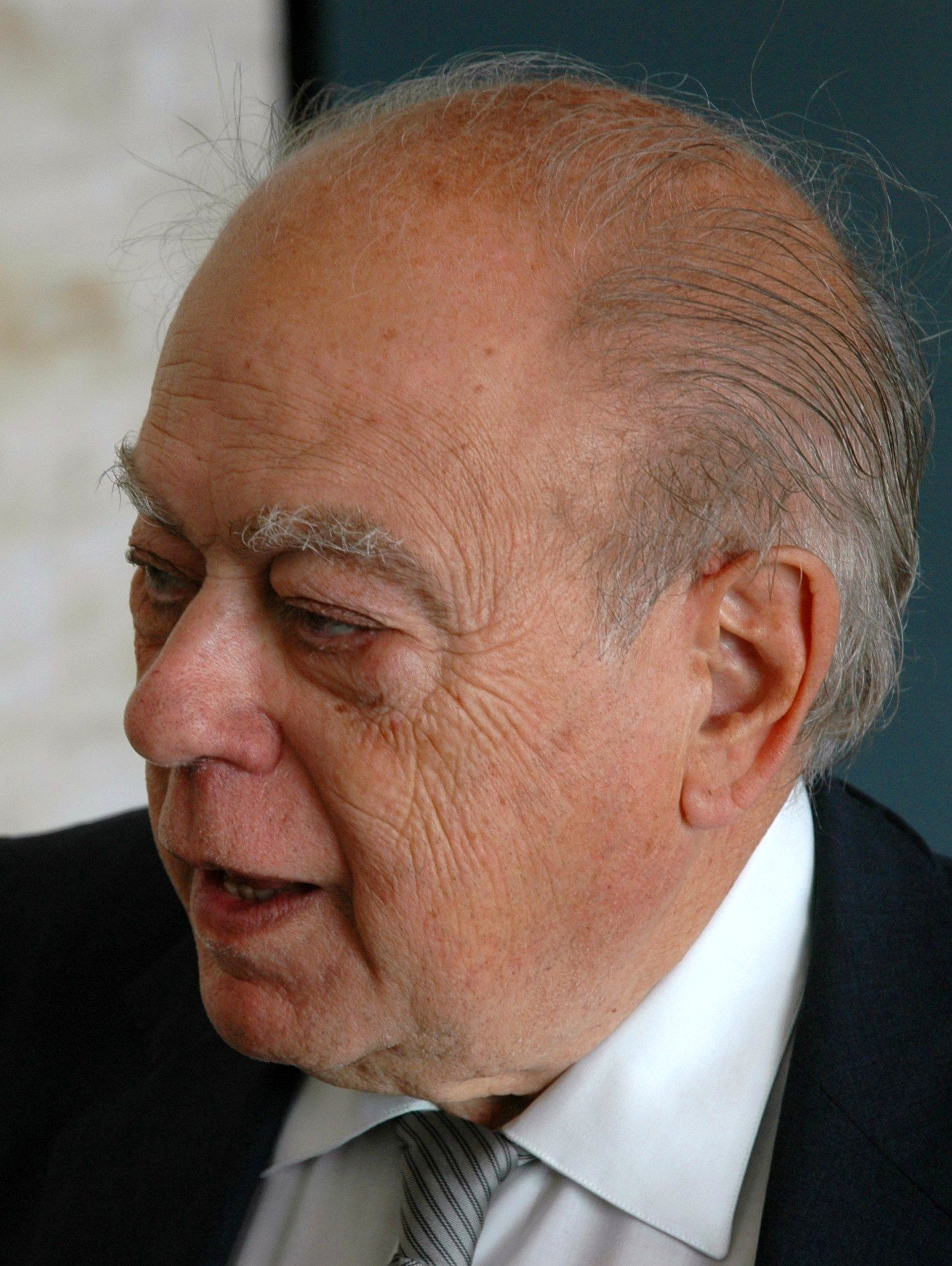
Jordi Pujol, president català

Després de l'aprovació de la Constitució de 1978 es va començar a elaborar un nou Estatut d'Autonomia que, després de ser aprovat pel Parlament de Catalunya, fou retallat en les negociacions amb el Govern espanyol. Posteriorment, durant el 1979 es va aprovar en referèndum. Aquest Estatut definia Catalunya com a «nacionalitat» i la Generalitat com la «institució en què s'organitza políticament l'autogovern de Catalunya». A més reconeixia el català com a llengua pròpia de Catalunya i com a idioma oficial juntament amb el castellà.
Cedia a la Generalitat més poders que el de 1932 en matèria d'ensenyament i cultura i mitjans de comunicació, però menys en l'ordre públic i la justícia. Els aspectes de finançament de l'autonomia es deixaren en una situació d'ambigüitat, una de les motivacions de la reforma de l'Estatut feta l'any 2006.
L'any 1980 se celebraren les primeres eleccions al Parlament de Catalunya, la força més votada va ser Convergència i Unió i el president electe Jordi Pujol. Aquestes eleccions són el tret de sortida de l'etapa autonòmica, en què es va iniciar un procés de traspàs de competències de l'Estat a la Generalitat. Aquest procés va perillar després de l'intent de cop d'estat del 1981 i va ser alentit amb l'aprovació de la Llei Orgànica d'Harmonització del Procés Autonòmic.
El projecte de CiU tenia la seva base en l'anomenada sobirania compartida, en la qual l'Estat espanyol mantenia la sobirania i reconeixia a Catalunya l'aplicació de l'Estatut del 1979 que va dotar la Generalitat d'unes eines de reconstrucció nacional que li havien estat negades durant el franquisme. El procés de normalització del català va permetre un important avanç en el coneixement i l'ús social de la llengua entre la població de Catalunya. Van sorgir més diaris i revistes redactats en català, si bé amb una difusió limitada. La presència del català als mitjans de radiodifusió es va reforçar amb l'inici de les emissions de les cadenes públiques, Catalunya Ràdio i Televisió de Catalunya, i es va disposar de nou d'un cos de policia, els Mossos d'Esquadra. El model de sobirania compartida va durar durant el govern de Felipe González i el primer de José María Aznar.

### Els moviments independentistes radicals: Terra Lliure (1978-1995)

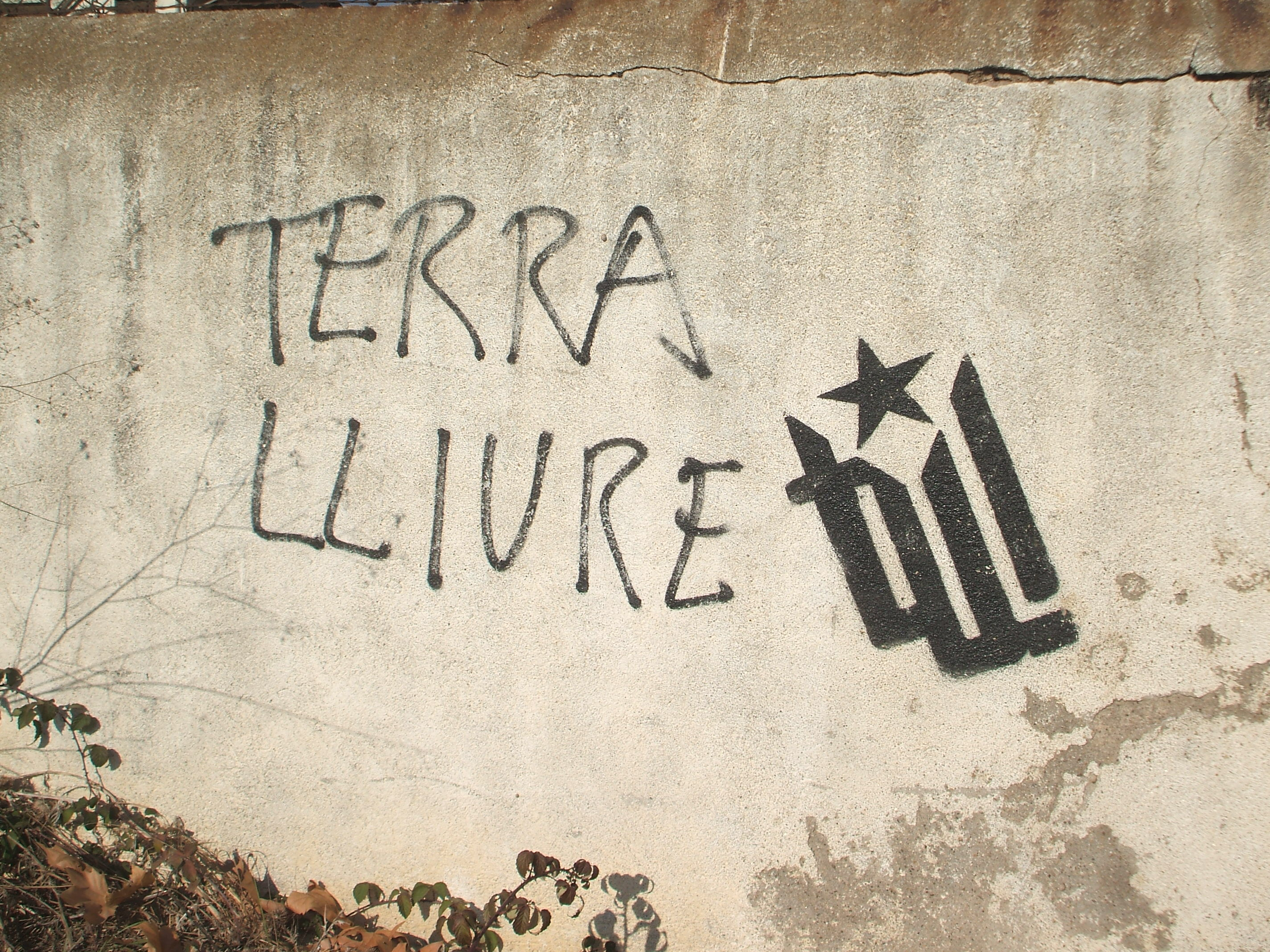
Pintada de suport a Terra Lliure

Terra Lliure fou una organització armada independentista catalana, fundada el 1978 i que es va donar a conèixer oficialment al Camp Nou de Barcelona el 23 de juny de 1981, en el marc de la campanya «Som una Nació». La justícia i les forces de seguretat de l'Estat espanyol i l'Associació Catalana de Víctimes d'Organitzacions Terroristes consideraven el grup com un «banda terrorista» i que va arribar a assassinar una persona en un dels seus atemptats. L'organització armada TLL (Terra Lliure) fou creada l'any 1979, tot i que no publicà la seva primera proclama fins al 24 de juny de 1981, en l'anomenada Crida de Terra Lliure, un document fet públic durant l'acte multitudinari que organitza la Crida a la Solidaritat en Defensa de la Llengua, la Cultura i la Nació Catalanes al Camp Nou (Estadi del FC Barcelona), i que es distribuí de manera massiva entre els assistents, tot i que ja al mes de maig un escamot havia actuat contra Federico Jiménez Losantos. En aquesta declaració de principis ja s'esmenta la defensa de la terra, de la llengua, de la sobirania nacional, dels interessos com a treballadors i contra l'espanyolització de la societat catalana. Aquestes bases de l'organització armada acaben essent subscrites amb els crits Independència o mort! Visca la lluita armada! Una sola nació, Països Catalans!.
Durant la seva desintegració, Esquerra Republicana de Catalunya, liderada per Àngel Colom, estava centrada en l'intent d'aglutinar tot el moviment independentista en un projecte únic i integrat dins la institucionalitat i la pràctica política convencional. Colom i el seu entorn, van provar de convèncer un dels líders històrics de l'organització, Pere Bascompte, d'abandonar la lluita armada i afegir-se a aquesta unió independentista que pretenia ser ERC. Bascompte, que encapçalava el sector Terra Lliure IV Assemblea va decidir acceptar.
El juny de 1991 es va publicar a la revista Alerta de la IV Assemblea un document titulat Davant el procés d'unitat europea, l'opció democràtica cap a la independència, elaborat pel sector de Pere Bascompte. Es proposava adequat a la nova realitat les estratègies per aconseguir uns objectius polítics als quals no renunciava a priori. Aquestes anàlisis produïdes a través de reflexions dins el sector IV Assemblea, més dues ràpides trobades amb la direcció d'Esquerra Republicana de Catalunya, portarien a la roda de premsa conjunta on s'anunciava la treva indefinida de Terra Lliure. Aquest anunci van provocar les acusacions per part del sector MDT-PIC i de part del sector MDT- Front Patriòtic de parlar en nom de tot Terra Lliure, sabent que aquesta estava dividida, i que un dels sectors era contrari a la integració a ERC.
Terra Lliure IV Assemblea va autodissoldre's el 1991, fet que Àngel Colom s'apuntaria com un èxit polític. La dissolució formal de Terra Lliure III Assemblea fou feta pública el dia 11 de setembre de 1995, la Diada Nacional de Catalunya.
Finalment, el govern espanyol, encapçalat per Felipe Gonzalez decideix donar l'amnistia a tots els presos de Terra Lliure que no estiguessin involucrats en fets de sang.

### La Crida (dècada del 1980)
La Crida a la Solidaritat en Defensa de la Llengua, la Cultura i la Nació Catalanes fou un moviment que va sorgir com a reacció al Manifiesto de los 2.300, que qüestionava el procés de normalització del català. La Crida nasqué en un acte celebrat al paranimf de la Universitat de Barcelona, el 18 de març de 1981, patrocinat per Felip Solé i Sabarís i Aureli Argemí i Roca. La campanya de naixement de la Crida tingué la seva culminació en un acte massiu al Camp Nou, on s'aplegaren 100.000 persones el 24 de juny de 1981. Durant els anys 80, la Crida va organitzar un seguit de campanyes a favor de la normalització de la llengua catalana, denunciant entitats i empreses que consideraven que discriminaven el català.

### El sindicalisme catalanista (1980-Act.)
La Confederació Sindical de Treballadors de Catalunya (CSTC) fou un sindicat creat l'any 1980 a partir de la unió de Solidaritat d'Obrers de Catalunya (SOC) i els Col·lectius de Treballadors. El 1983 el SOC va desaparèixer formalment i la CSTC va ocupar el seu espai. El 1985 la CSCT es va unir a dues organitzacions sindicals i va néixer la Confederació Sindical Catalana (CSC). El sindicat va entrar en crisi el 1986 i el 1987 la CSTC fou formalment dissolta mentre que una part de la seva militància, situada a l'esquerra, va fundar la Coordinadora Obrera Sindical (COS). Entre els anys 1987 i 1989 es van produir diferents escissions que passaren majoritàriament a Comissions Obreres i a la COS, que el 1990 es va rebatejar amb el nom d'Intersindical-CSC.
El Bloc d'Estudiants Independentistes (BEI) esdevé un referent en la lluita pels drets dels estudiants, en què va ser la força majoritària durant els anys 90. Es va fusionar el 1999 amb AEN i ACE per formar la Coordinadora d'Estudiants dels Països Catalans (CEPC en sigles). El 2006 la CEPC i Alternativa Estel s'unirien per fundar el Sindicat d'Estudiants dels Països Catalans (SEPC), sindicat de l'esquerra independentista que ha esdevingut majoritari en nombrosos instituts i universitats catalanes. És el que té més suport al conjunt dels Països Catalans i és protagonista de nombroses lluites dels estudiants.

### L'Estatut d'Autonomia del 2006
Després de 26 anys de vigència de l'Estatut de 1979, el Parlament de Catalunya presidit per Pasqual Maragall presenta el 30 de setembre del 2005 una Proposta de Nou Estatut d'Autonomia de Catalunya que va rebre el suport de tots els grups del Parlament excepte el Partit Popular. Posteriorment la proposta va ser presentada en ponència al Congrés dels Diputats d'Espanya, una ponència que va remarcar que l'Estatut del 1979 va ser aprovat en plena Transició i que des de llavors la realitat social de l'Estat i de Catalunya havia canviat de manera substancial.
En la proposta aprovada al Parlament es definia a Catalunya com una nació, però després d'una llarga i crispada negociació entre els partits amb representació al Congrés dels Diputats d'Espanya es van retocar molts articles fins a arribar a una nova proposta que tot i que va perdre el suport d'Esquerra Republicana, fou l'acceptada per les Corts Generals d'Espanya. Aquesta proposta traslladava la declaració de Catalunya com a nació al preàmbul. De fet, les retallades practicades pel Govern d'Espanya van ser la causa de la gran manifestació del 18 de febrer del 2006, una manifestació que reclamava el dret de Catalunya, sota el lema «Som una nació i tenim el dret de decidir».
Per a molts sectors, però, el nou Estatut seguia sent un avanç en l'autogovern i el poble de Catalunya va ratificar aquest nou Estatut en el referèndum celebrat el 18 de juny del 2006, encara que amb una participació molt baixa de poc més del 49% del cens.
El desencant i la frustració entre molts sectors catalanistes causada per la Sentència del Tribunal Constitucional d'Espanya del 2010 contra l'Estatut d'Autonomia del 2006 va fer que apareguessin noves plataformes que defensaven el dret a l'autodeterminació, com ara Sobirania i Progrés, sobre la idea que el benestar de la nostra societat depèn de l'assoliment de la sobirania política plena, o la Plataforma pel Dret de Decidir. Aquestes organitzacions i altres van desembocar en la fundació el març del 2012 de l'Assemblea Nacional Catalana, organisme transversal de la societat civil catalana que té per objectiu l'assoliment de la independència de Catalunya.

### Després del Procés d'Independència (2024-Act.)
El 12 de maig del 2024, el Partit dels Socialistes de Catalunya, va guanyar les eleccions al Parlament de Catalunya de 2024 amb el candidat i, posteriorment, president Salvador Illa i Roca. Amb 42 diputats davant dels 35 de Junts + Carles Puigdemont per Catalunya, l'opció independentista més votada, els socialistes varen emergir com la força catalanista principal al Parlament de Catalunya. Els partits independentistes varen perdre la seva majoria absoluta per primer cop en una dècada i amb aquest fet va cloure l'etapa de l'anomenat Procés.
El trencament de la majoria de govern dels darrers 10 anys va forçar les forces polítiques a arribar a consensos vertebrats al voltant del catalanisme. El Pacte d'Investidura del PSC amb Esquerra Republicana i els Comuns va establir les noves bases del catalanisme hegemònic amb prioritats com la defensa de la llengua catalana, l'ampliació de l'autogovern, la sobirania fiscal, l'enfortiment dels serveis públics i la reivindicació de la personalitat política de Catalunya com a nació dins i fora de l'Estat Espanyol. Per tant, tot i la desfeta de les forces independentistes, el catalanisme en surt enfortit, refent els consensos de país preprocés i ara liderat per un Partit dels Socialistes hegemònic a les principals institucions catalanes, però condicionat per forces sobiranistes.

## Independentisme català

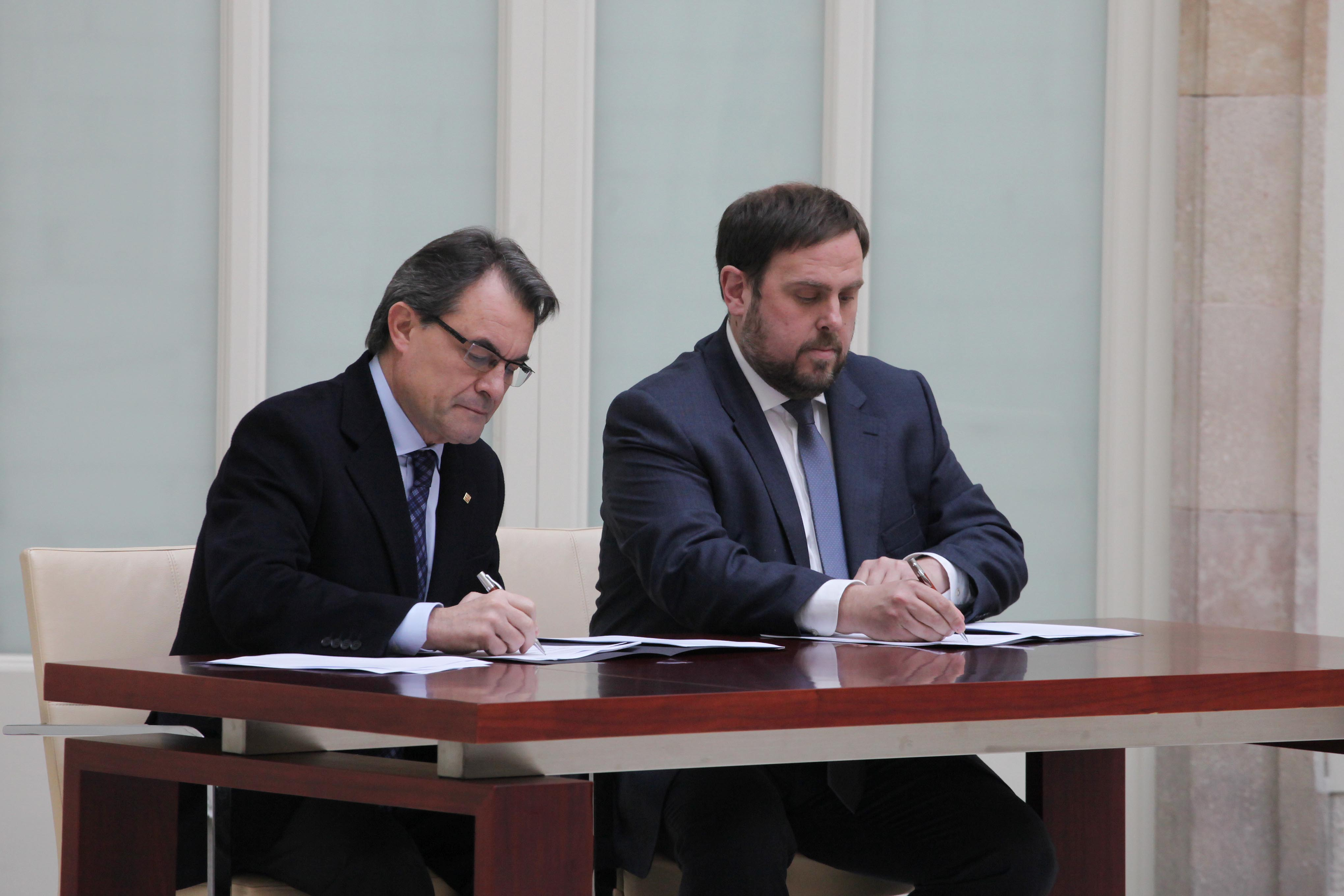
El president de la Generalitat Artur Mas i el cap de l'oposició Oriol Junqueras signant el pacte de governabilitat 2012-2016 el dia 19 de desembre del 2012.

L'Independentisme català és el corrent polític, derivat del catalanisme, que propugna la independència de Catalunya, o dels Països Catalans, respecte a Espanya i França (la Catalunya Nord és sota sobirania francesa). L'independentisme català planteja les seves tesis sobre el principi que Catalunya és una nació, al·ludint a una diversitat d'arguments, que, sense entrar als matisos de cada grup ideològic, tenen una base comuna en el dret a l'autogovern ple, l'autogestió financera, la capacitat de decidir sobre el model socioeconòmic, la defensa de la cultura i la llengua catalanes, la preservació del dret civil català, alhora que també ho poden motivar sentiments de pertinença o històrics. Aquests motius diferents es desgranen en un seguit d'anàlisis segons els diferents corrents ideològics, i mostren els avantatges que Catalunya esdevingui un Estat, sovint confluint en el punt que no li serà possible assolir la màxima plenitud política, cultural, social ni econòmica mentre no sigui independent i membre directe de la Unió Europea.
L'independentisme, o separatisme català, nasqué com a moviment polític modern clarament a final de la primera dècada del segle xx, inspirat pel republicanisme irlandès, que captava l'atenció internacional des de l'alçament de Pasqua de 1916 i la seva lluita contra l'imperi britànic.
Els primers antecedents històrics de l'independentisme polític català són incerts. Des de l'abolició de les Constitucions catalanes, amb els Decrets de Nova Planta, després de la Guerra de Successió, hi hagué diversos moviments populars que reivindicaren, de manera més o menys explícita, una república catalana en els diversos alçaments que sacsejaren Catalunya al llarg del segle xix, però no ho feren encara amb un projecte polític catalanista modern.

### Actualitat

La bandera estelada, símbol de l'independentisme català.

Actualment existeixen quatre formacions amb representació parlamentària al Parlament de Catalunya amb vocació clarament independentista: Junts per Catalunya (JxC), Esquerra Republicana de Catalunya (ERC), la Candidatura d'Unitat Popular (CUP) i Aliança Catalana (AC). Junts per Catalunya actualment té 35 diputats al Parlament de Catalunya i està formada per Junts, JNC, Demòcrates de Catalunya i Moviment d'Esquerres (MesCat). Esquerra Republicana de Catalunya (ERC) actualment té 20 diputats al Parlament de Catalunya i va concórrer conjuntament amb Comunistes de Catalunya, Esquerra Unida i Alternativa, Jovent Republicà i Joventuts Comunistes de Catalunya (JCC). La Candidatura d'Unitat Popular té 4 escons i té una vocació d'extrema esquerra. Aliança Catalana té 2 escons i s'emmarca dins de les extremes dretes islamòfobes i identitàries europees. Les últimes eleccions al Parlament de Catalunya van ser el 12 de maig de 2024, on els partits independentistes varen perdre la seva majoria absoluta després d'una dècada.